# Atles Blaviana
Atles Blaviana és el nom amb què es coneix el Gran Atles de Johannes Blaeu. La Biblioteca de l'Il·lustre Col·legi d'Advocats de Barcelona compta amb un dels pocs exemplars acolorits i complets conservats arreu del món. Es tracta d'una joia bibliogràfica i màxim exponent del que s'ha anomenat l'Edat d'Or de la cartografia europea. Fou impresa per primera vegada a Amsterdam l'any 1662.
L'atles representa en si mateix un fidel testimoni del coneixement del món en el seu temps, resultat de l'expansió de la navegació de les marines europees en el desenvolupament de les rutes comercials impulsades des del segle xv, quan la desestabilització política i les lluites de religió convertiren el Mediterrani en un espai insegur.
La confecció de mapes que expliquin la naturalesa física del món és molt antiga. Representar el món ha estat des d'antic quelcom més que plantejar una cartografia més o menys exacta del nostre entorn. Aquestes representacions remeten directament a la manera en què a cada cultura s'ha explicat el món i la seva relació amb ell.